# سیمای شهر (کتاب)
سیمای شهر کتابی است از نظریه‌پرداز آمریکایی حوزه معماری و شهرسازی، کوین لینچ که در سال ۱۹۶۰ منتشر شده‌است.
کتاب سیمای شهر بر این مسئله تمرکز دارد که مردم مناظر شهری را چگونه درک می‌کنند. این کتاب نشان می‌دهد که فضای شهری فقط از مشخصه‌های فیزیکی اش ساخته نشده، بلکه به همان میزان تصاویر ذهنی هم آن را تعریف می‌کنند.لینچ برای تألیف این کتاب به مدت پنج سال به مطالعه شهرهای بوستون، جرسی، لس آنجلس پرداخت تا بفهممد شهروندان این شهرها، چگونه اطلاعات شهر را درک کرده و از آن‌ها به عنوان یک نقشه ذهنی استفاده می‌کند.
یکی از عبارت‌های مرکزی در این کتاب خوانش پذیری است که یعنی میزانی که یک شهر برای مردمش قابلیت خوانش دارد. براساس گفته لینچ مردم برای خوانش شهر باید عناصر شهر را در قالب یک الگوی واحد «بخوانند». نتیجه‌گیری لینچ این بود که انسان‌ها نقشه‌های ذهنی از حدود اطرافشان ایجاد می‌کنند که از پنج عنصر تشکیل شده‌اند.

## عناصر پنج‌گانه لینچ
لینچ ادعا می‌کند که در هر شهر مفروضی مجموعه تصاویر ذهنی منطبق با آن شهر در ذهن مردمی وجود دارد که آن را تجربه می‌کنند. او این تصاویر را در چارچوب پنج کیفیت تعریف می‌کند:
- مسیرها: خیابان‌های اصلی گذار در محیط چیزهایی مثل جاده یا پیاده راه‌ها
- لبه‌ها: ساختارها یا مشخصه‌هایی که مرزها یا موانع خطی یک منطقه را مشخص می‌کنند.
- منطقه‌ها: بخشهای محیط که شخصیت متمایزی دارند و با انسجامی که فراهم می‌آورند. به کل اجازه می‌دهند به عنوان یک ماهیت به نظر برسد.
- گره‌ها: محدوده‌های تقاطی در طول مسیرها و درواقع تقاطع خیابانها، میدان‌ها و غیره
- ساختمان‌های شاخص: چیزهای ثابت و قابل تشخیصی که می‌توان برای تعریف یک موقعیت از آنها استفاده کرد.[۴]

## ترجمه به فارسی
این کتاب توسط منوچهر مزینی به فارسی ترجمه و نشر دانشگاه تهران آن را منتشر ساخته‌است. کتاب سیمای شهر از منابع مهم دانشگاهی برای رشته‌های شهرسازی و معماری محسوب می‌شود.